# Илија Стружа Анђелковић-Нин
Илија-Стружа-Нин К. Анђелковић  је био издавач књига у Београду од 1861. до 1866.
Родом је био из Струге на Охридском језеру. 1861. штампао је у Земуну: »Разговори српски, немачки, грчки, турски, француски и италијански за потребу они, који желе те језике научити«, а у Београду Трепетник, велики предсказатељ знакова који се на човеку показују, по румунском преводу од 1743. г., са француског оригинала »од једног љубитеља свог рода — који је ево и на српском језику увеселенија ради печатан и поправљен«. Затим је 1863. штампао у Београду календар Лето, а 1864. у Новом Саду календар Светослов и најзад 1866, опет у Београду, у другом издању Бисер и драго камење на украшење детиње душе и срца.